# المحرق (مبين)

تعديل مصدري - تعديل

المحرق هي إحدى قرى عزلة بني عكاب بمديرية مبين التابعة لمحافظة حجة، بلغ تعداد سكانها 250 نسمة حسب تعداد اليمن لعام 2004.